# Francis Kalist
Francis Kalist (Ritapuram, 23 novembre 1957) è un arcivescovo cattolico indiano, dal 19 marzo 2022 arcivescovo metropolita di Pondicherry e Cuddalore.

## Biografia

### Formazione e ministero sacerdotale
Dopo essere entrato nel seminario di Saint John a Sardhana, in provincia di Meerut, ha continuato la sua formazione al seminario maggiore di Saint Albert di Ranchi, per gli studi di filosofia e teologia, è stato ordinato sacerdote il 30 dicembre 1982.
Successivamente è stato rettore del seminario Saint John di Sardhana dal 1999 al 2002, per poi divenire rettore del seminario Saint Francis Xavier dell'Arcidiocesi di Agra di Etmadpur.

### Ministero episcopale
Il 3 dicembre 2008 papa Benedetto XVI lo ha nominato vescovo di Meerut.
Ha ricevuto l'ordinazione episcopale l'8 febbraio 2009 per imposizione delle mani del suo predecessore, il vescovo emerito di Meerut Patrick Nair, co-consacranti l'arcivescovo di Agra Albert D’Souza e l'eparca di Bijnor Gratian Mundadan.
Il 16 settembre 2011 e il 13 settembre 2019 ha compiuto la visita ad limina.
All'interno della Conferenza Episcopale Indiana è presidente della commissione per le CCBI (Conferences of Catholic Bishop of India).
Il 19 marzo 2022 papa Francesco lo ha promosso arcivescovo metropolita di Pondicherry e Cuddalore, succedendo a mons. Antony Anandarayar, dimessosi per raggiunti limiti d'età. Ha preso possesso dell'arcidiocesi il successivo 29 aprile.
La sua nomina ad arcivescovo ha provocato alcune polemiche; prima di essere scelto da papa Francesco a capo dell'arcidiocesi, il Movimento di liberazione dei cristiani dalit (DCLM) ha chiesto che un prelato dalit fosse scelto per guidare la sede arcivescovile, che si trova nel Tamil Nadu, uno stato in cui i dalit rappresentano la stragrande maggioranza della comunità cattolica. Lo stesso giorno in cui l'arcivescovo è entrato in carica, il DCLM ha tenuto una protesta: durante la manifestazione ha criticato aspramente i vescovi dello stato indiano e il nunzio apostolico. Il gruppo continua a chiedere le dimissioni del nuovo arcivescovo, criticando il fatto che solo un vescovo locale su diciotto è dalit.

## Genealogia episcopale e successione apostolica
La genealogia episcopale è:
- Cardinale Scipione Rebiba
- Cardinale Giulio Antonio Santori
- Cardinale Girolamo Bernerio, O.P.
- Arcivescovo Galeazzo Sanvitale
- Cardinale Ludovico Ludovisi
- Cardinale Luigi Caetani
- Cardinale Ulderico Carpegna
- Cardinale Paluzzo Paluzzi Altieri degli Albertoni
- Cardinale Gaspare Carpegna
- Cardinale Fabrizio Paolucci
- Cardinale Francesco Barberini
- Cardinale Annibale Albani
- Cardinale Federico Marcello Lante Montefeltro della Rovere
- Vescovo Charles Walmesley, O.S.B.
- Vescovo William Gibson
- Vescovo John Douglass
- Vescovo William Poynter
- Vescovo Thomas Penswick
- Vescovo John Briggs
- Arcivescovo William Bernard Ullathorne, O.S.B.
- Cardinale Henry Edward Manning
- Cardinale Herbert Vaughan
- Cardinale Francis Alphonsus Bourne
- Arcivescovo Richard Downey
- Arcivescovo Thomas Roberts, S.I.
- Cardinale Valerian Gracias
- Arcivescovo Dominic Romuald Basil Athaide, O.F.M.Cap.
- Vescovo Patrick Nair
- Arcivescovo Francis Kalist

La successione apostolica è:
- Vescovo Jeevanandam Amalanathan (2024)
- Vescovo Sagayaraj Thamburaj (2024)